# ピエール・フレデリック・サラス
ピエール・フレデリック・サラス/サリュ（Pierre Frédéric Sarrus、フランス語発音：pjɛʁ fʁedeʁik saʁy、1798年3月10日 - 1861年11月20日）は、フランスの数学者。

## 経歴
サラスはフランスのストラスブール大学教授（1826年～1856年）、パリのフランス科学アカデミー会員（1842年）。複数の未知数を持つ数値方程式の解法（1842年）、多重積分とその積分可能条件、彗星の軌道の決定など、いくつかの論文を執筆している。彼はまた、3×3行列の行列式を解くためのニーモニックルールを発見し、サラスの方法と名付けた。サラスはまた、変分法における基本的な補題を証明した。
サラス数は基数2に対する擬似素数である。サラスはまた、回転運動を完全な直線運動に変換できる最初の機構であるサラスリンク機構を開発した。